# Крисопулос, Константинос
Константинос Крисопулос (греч. Κωνσταντίνος Χρυσόπουλος; род. 21 мая 2003) — греческий футболист, защитник клуба АЕК.

## Клубная карьера
Крисопулос — воспитанник клуба «Арис». В 2022 году Константинос на правах аренды выступал за дублирующий состав «Олимпиакоса». В 2023 году Крисопулос перешёл в столичный АЕК. 26 августа в матче против «Пансерриакоса» он дебютировал в греческой Суперлиге.